# Pablo Coira
Pablo Coira Lojo (Vilagarcía de Arousa, 1979. október 18. –) spanyol labdarúgó.

## Sikerei, díjai
RC Celta de Vigo:
- Intertotó-kupa győztes: 2000

Spanyolország U20:
- U20-as labdarúgó-világbajnokság győztes: 1999